# Brána do nebes
Brána do nebe (v německém originále  Axel an der Himmelstür, tj. Axel u nebeské brány) je opereta – autoři ji označují jako hudební komedie (musikalisches Lustspiel) – o třech dějstvích a šesti obrazech z prostředí Hollywoodu rakouského skladatele pocházejícího z Moravy Ralpha Benatzkého z roku 1936. Libreto napsali herec Paul Morgan a Adolf Schütz, texty písní napsal Hans H. Weigelt.

## Vznik a historie díla
Hudební komedie Brána do nebe je poslední divadelní úspěch skladatele Ralpha Benatzkého před tím, než jej příchod nacismu do Rakouska donutil emigrovat do Spojených států. Napsal ji pro vídeňské divadlo Theater an der Wien, kde ji jako svou první inscenaci uvedl nový ředitel Arthur Hellmer (1880–1961). Po boku Maxe Hansena (1897–1961), divadelní a filmové hvězdy dánského původu, v ní měla původně vystoupit známá filmová a operetní herečka Liane Haid. Ta však nakonec odřekla a na Hansenovu přímluvu divadlo angažovalo mladou švédskou herečku Zarah Leanderovou (1907–1981). Benatzky musel pro její alt roli hollywoodské hvězdy Glorie Millsové, modelované podle osobnosti Grety Garbo, transponovat z původního sopránu. Sázka se ale vyplatila: Zarah Leanderová svým výkonem i erotickým působením uváděla publikum v nadšení a téměř okamžitě nastoupila hvězdnou kariéru u filmové společnosti Ufa, kde ve válečných letech ztělesňovala „vampové“ úlohy osudových žen a nahrazovala tak poněkud emigrovavší Marlene Dietrichovou.
Benatzkyho hudba se podle O. Schneidereita vyznačuje „ani ne tak velkou vynalézavostí jako spíše neproblematickou lehkostí a švihem“. Objevují se rytmy jako foxtrot, tango, blues, pomalý anglický waltz i vídeňský valčík. Hlavním šlágrem bylo centrální blues Gebundene Hände, nejzábavnějšími hudebními čísly pak jsou parodie na holywoodskou tehdejší módu nostalgických filmů odehrávajících se ve Vídni: parodický vídeňský valčík Es sieht nah' und ferne das Publikum gerne den echten Film aus Wien a jódlovací kuplet In Holly-Holly-Hollywood.
Samotná opereta měla obrovský úspěch, dosáhla téměř dvou set repríz a musela být stažena jen kvůli filmovým závazkům hlavních interpretů. Rozšířila se vzápětí i po střední Evropě, nejprve však ne do Německa, protože všichni její autoři byli židovského původu. I ironický humor a parodický pohled nejen na hollywoodské poměry (včetně dobové módy nostalgických filmů odehrávajících se právě ve Vídni), ale i na vídeňskou současnost ji řadily mezi „židovské operety“. Přesto se do Německa nakonec dostala, avšak libreto prošlo značnou úpravou, která přesunula jeho dějiště do Německa. Úpravu provedli v letech 1939/40 Viktor van Buren a Ernst Welisch – jména původních autorů textu se nesměla objevit. Tato verze měla jen čtyři obrazy a poprvé se hrála v mnichovském Theater am Gärtnerplatz roku 1940 s Johannesem Heestersem v hlavní roli.
V českých zemích se poprvé hrála v německém originále 21. listopadu 1936 v pražském Novém německém divadle. Tamější podoba měla pět obrazů a kritika chválila „veselý a vtipný text, napínavý děj se všemi myslitelnými překvapeními [a] vkusnou, duchaplně instrumentovanou hudbu“; hvězdou nastudování byl představitel Axela Max Schipper.
V češtině ji poprvé hrálo Tylovo divadlo v Nuslích v překladu a úpravě Gabriela Harta, Karla Melíška a Jaroslava Mottla. Několik hudebních vložek pro tuto příležitost zkomponoval Josef Stelibský, mimo jiné píseň Je jenom jedna Praha, která nahrazovala „vídeňský valčík“ originálu. Premiéra se konala 3. června 1937 a opereta byla velmi úspěšná, dosáhla jen v tomto divadle 160 představení. Operetu pak do okupace a války hrála i další česká i německá divadla v Československu.
Podle operety byly natočeny tři filmy. V prvním, z roku 1943, měla původně hrát i Zarah Leander, ale ta se před natáčením vrátila do rodného Švédska. V hlavních rolích filmu režiséra Arthura Marii Rabenalta pod názvem Liebespemiere se tak objevili Hans Söhnker a Kirsten Heiberg, zcela novou hudbu napsal Franz Grothe a děj se rovněž značně změnil. Bezprostředně poté (1944) natočil týž režisér film Axel an der Himmelstür s použitím Benatzkého hudby, v němž hlavní role hráli Johannes Heesters a Marte Harell. Rovněž stejnojmenná televizní inscenace režiséra Hanse Heinricha roku 1966 (v hlavních rolích Vico Torriani a Ruth-Maria Kubitschek) se od původního příběhu značně odlišuje.
Po druhé světové válce tato opereta více méně zmizela z jeviště: hlavní role Alexe je sice velkou komickou příležitostí, ale účinnost parodie podlamují neúnosně sentimentální pasáže. Z iniciativy Zarah Leanderové ale pořídil rakouský rozhlas roku 1958 její rozhlasový záznam, ve kterém se mezitím legendární filmová hvězda vrátila ke své průlomové roli. Hudbu pro tuto příležitost aranžoval Heinz Sandauer, který i diriguje.

## Osoby a první obsazení
| osoba                                                                                 | hlasový obor     | premiéra (1.9.1936) | premiéra v českých zemích (21.11.1936) | premiéra v češtině (3.6.1937) |
| ------------------------------------------------------------------------------------- | ---------------- | ------------------- | -------------------------------------- | ----------------------------- |
| Gloria Mills, hollywoodská star                                                       | alt              | Zarah Leander       | Käthe Walter                           | Máňa Hanková                  |
| Axel Swift, reportér                                                                  | tenor            | Max Hansen          | Max Schipper                           | Jiří Sedláček                 |
| Jessie Leylandová                                                                     | soprán (subreta) | Lisl Kinast         | Gerti Kuthan                           | Alena Frimlová                |
| Cecil McScott, šéfproducent                                                           | bas              | Paul Morgan         | Martin Costa                           | Ladislav Janeček              |
| Stuart Williams, režisér                                                              | …                | Herbert Berghof     | Trabauer                               | …                             |
| Miss Brown, sekretářka                                                                | …                | Maria Holst         | …                                      | …                             |
| Theodor Herlinger, kadeřník                                                           | tenor (buffo)    | Erich Dörner        | Anton Schmerzenreich                   | Fanda Mrázek                  |
| Produkční                                                                             | …                | Peter Gerhard       | …                                      | …                             |
| Kameraman                                                                             | …                | Karl Bruck          | …                                      | …                             |
| Zvukař                                                                                | …                | Josef Pac           | …                                      | …                             |
| Šéf výpravy                                                                           | …                | Manfred Inger       | …                                      | …                             |
| Skladatel                                                                             | …                | Franz Westen        | …                                      | …                             |
| Scenárista "Scott-Film-Corporation"                                                   | …                | Harold Maresch      | …                                      | …                             |
| Lady Constance Barringtonová                                                          | …                | Annie Reiter        | Bertram                                | …                             |
| Policejní soudce Irving Blythe                                                        | …                | Armin Springer      | Dudek                                  | …                             |
| Právní zástupce Bob Peppermint                                                        | …                | Arthur Mainzer      | Taub                                   | …                             |
| Policejní dozorce Tommy Rogers                                                        | …                | Erwin Parker        | …                                      | …                             |
| Inspektor Morton                                                                      | …                | Josef Hübner        | …                                      | …                             |
| Clark, Gloriin šofér                                                                  | …                | Hans Frank          | …                                      | …                             |
| Dinah, Gloriina služebná                                                              | …                | Heidemarie Hatheyer | …                                      | …                             |
| Ředitel hotelu                                                                        | …                | Felix Knüpfer       | …                                      | …                             |
| Hotelový vrátný                                                                       | …                | Hermann Pfalzner    | …                                      | …                             |
| První policista                                                                       | …                | Fritz Bader         | …                                      | …                             |
| Druhý policista                                                                       | …                | Ed. Finberg         | …                                      | …                             |
| Filmaři, komparsisté, policisté, zaměstnanci hotelu, hosté, služebnictvo, kolemjdoucí |                  |                     |                                        |                               |
| Režie:                                                                                | Režie:           | Arthur Hellmer      | Martin Costa                           | Bolek Prchal                  |
| Dirigent:                                                                             | Dirigent:        | Anton Paulik        | Herbert Popper                         | Jiří Schöffer                 |
| Choreografie:                                                                         | Choreografie:    | Franz Rott          | …                                      | Rudolf Macharovský            |
| Výprava:                                                                              | Výprava:         | Franz Smetana       | …                                      | …                             |

## Orchestrace
Tři klarinety (se saxofonem a basklarinetem), tři trubky, pozoun, suzafon, tympány, bubny, dva klavíry, banjo (s kytarou a havajskou kytarou), akordeon, smyčce.

## Děj operety

### První dějství
(1. obraz – Front Office Scott Film Corporation) V předpokoji kanceláře Cecila McScotta, šéfa Scott Fil Corporation, je jako obvykle velmi rušno. Filmování opět stojí a celý produkční tým – režisér, kameraman, produkční, scenárista, skladatel, zvukař – si stěžuje na náladovou hvězdu Glorii Mills, které nemůže nikdo a nic vyhovět: nelíbí se jí kostýmy ani výprava, píseň kterou má zpívat, ani její spoluherci. Všichni svorně tvrdí, že s ní nelze pracovat (ansámbl Verbinden Sie mich mit Studio 4). Ale Scott je posílá zpátky do práce – koneckonců je všechny platí a slečnu Mills také.
Všichni utichnou, když vstoupí sama star. Té málo záleží na tom, co o ní říkají, on je filmováním a životem s ním spojeným k smrti unavena a už nechce být předmětem obdivu všech dívek a touhy všech mužů (entrée a píseň Glorie Nun, meine Herrn? ... Kinostar, die Sehnsucht tausender Mädchen). Žádá o okamžité ukončení své smlouvy, cítí se na pokraji zhroucení – už jen to, jak ji dnes jeden starý komparsista při natáčení upřeně sledoval, jí drásá nervy. Scott dává pokyn provinilce ihned propustit a o samotě a o skleničce whisky se snaží Glorii uchlácholit.
Do Scottovy kanceláře přichází vyhozený komparsista a prosí jeho sekretářku Miss Brownovvou o přímluvu (píseň starého muže Der Dumme hat's Glück). – Gloriina špatná nálada pramení zejména z chování jejího milence prince Tina Tacianu, který ji v poslední době zanedbává. Scott se ji snaží přesvědčit, že „princ“ je podvodník, který z ní jen tahá peníze. Gloria odmítá věřit, ae Scott jí slibuje přinést důkazy. Gloria v hořké a lítostivé náladě se smiluje nad starým komparsistou, který kvůli ní přišel o denní chléb, a zve ho k sobě do hotelu Ambassador na večeři. Muž přijímá, a když hvězda odejde, snímá masku: Je to ve skutečnosti mladý novinář Axel Swift, který se takto snažil dostat do blízkosti slavné Glorie Mills, známé svou nesdílností k novinářům (finaletto I Ich fürchte, Miss Mills, Sie scherzen nur... Der Dumme hat's Glück).
(2. obraz – Herlingerův byt) V malém bytě filmového kadeřníka a vídeňského rodáka Theodora Herlingera, který mu slouží současně jako parukářská dílna, bydlí rovněž Axel. Právě ho zde hledá Jessie Leylandová. Theodor sice neví, kde Axel vězí, ale snaží se Jessii zadržet. Je do ní sám po uši zamilován, ale nehodlá si k ní nic dovolovat – přítelkyně jeho přítele je pro něj tabu (foxtrot Die Freundin meines Freundes ist für mich Tabu).
Když se Axel vrátí, radostně Jessii sděluje, že jej čeká novinářský trhák – ale více je zatím tajemství. Jessie ale přišla, aby podle dohody s Alexem společně strávili večer, a když se Axel chce vzdálit, rozzlobená Jessie mu dává na vybranou: buď s ní dnes večer zůstane, nebo se s ním rozejde. Axel se jí naoko podrobí, ale když dívka odskočí pro jídlo, zařídí si u kolegy z novin telefonát. Když pak Axel přijímá hovor, předstírá Jessii, že mu volá šéfredaktor a že jej pověřuje reportáží z dnešní akce s presidentem Rooseveltem v hotelu Ambassador. Axel se zpěčuje, až ho sama Jessie musí donutit, aby šéfovi vyhověl a odešel (finále II Lebet wohl! Gute Nacht! Goodbye! Sleep well!).
Theodor zůstává sám s Jessií a baví ji svou znalostí Vídně, oblíbeného dějiště hollywoodských filmů (valčík Es sieht nah' und ferne das Publikum gerne den echten Film aus Wien). Tu klepe na dveře Gloriin šofér Clark, který má z rozkazu své paní vyzvednout „starého pana Swifta“ a odvézt na dohodnutou soukromou večeři. Jessie vidí, že ji Axel obelhal a pravděpodobně i podvedl. Nyní je ochotna z pomsty věnovat se Theodorovi, což tento s nadšením přijímá (pokračování finále II Teddy, wir revanchieren uns! ... Die Freundin meines Freundes ist mir keineswegs Tabu).

### Druhé dějství
(3. obraz – Gloriin hotelový pokoj, salón) Hvězda je nadále melancholická, žádné zprávy od prince Tacianu (blues Gebundene Hände, Anfang und Ende jeder verliebten Situation). Na její příkaz šofér Clark a starostlivá černošská služebnice Dinah připravují pohodlné posezení a snadno rozmělnitenou a stravitelnou večeři pro „starého pána“. Axel se však dostaví bez převleku, z překvapení služebnictva si nic nedělá. I Glorie se diví, jak Axel najedou omládl, a chce jej nejprve vyhodit jako podvodníka. Pak se jí ale jeho vynalézavost zalíbí. Povečeří spolu, diva vyslechne Axelovu obranu lásky (Axelova píseň Die allergrößte Zukunft hat die Liebe), interview mu ale neposkytne.
Když je ohlášena návštěva Scotta, musí se Axel vzdálit. Scott ukáže Glorii doklady toho, že její milenec je podvodník a hochštapler. Po jeho odchodu se chce Glorie otrávit, ale zabrání jí v tom Axel, který zůstal skryt za dveřmi. Protože se obává, že by mohla pokus zopakovat, hodlá u ní zůstat – a protože sám přece nemůže strávit noc v její ložnici, ustele jí zde v předpokoji (duet/waltz Zieh' dich aus, schöne Frau, denn du musst ins Bett... Eine Frau von heut' zieht ein schönes Kleid gerne an und g'rad so gerne zieht sie's manchmal aus). Kvůli výpadku elektrického proudu stráví romantickou chvíli při svíčkách (melodram Sie sind schön, Gloria), pak ale Alex uloží kinohvězdu k spánku a chystá se odejít (tangoduet Mein schönes Fräulein, gute Nacht).
Na dveře však právě buší šéf hotelu v doprovodu policie a chtějí pokoj prohledat. Jakýsi muž totiž využil tmy, přepadl lady Barringtonovou a připravil ji o perlový náhrdelník. Naleznou Axela, který se pokoušel odejít, a ten – aby Glorii nekompromitoval – popírá, že by ji znal. Glorie jeho slova potvrdí. Alex je zatčen a odveden policií (finále III: Miss Mills, kennen Sie diesen Mann?).

### Třetí dějství
(4. obraz – Chodba v budově rychlého soudu) Axel již strávil celou noc na chodbě rychlého soudu a je netrpělivý. Jeho zpěv (píseň Ich muss wieder einmal in Sing-Sing sein, allein, allein, allein) mu vynese jen to, že je uzavřen do zvukotěsné cely.
(5. obraz – Cela v budově rychlého soudu) Dozorce přivádí k Axelovi pána, který s ním chce mluvit. Je to advokát Peppermint: nabízí Axelovi své služby a slibuje mu, že pro něj vymůže osvobození. Když Axel odmítá, ukazuje se, jak advokátovi na zastupování záleží: dozvěděl se totiž, že do kauzy je zapletena slavná Gloria Mills, a takový proces je pro advokáta obrovská reklama. Nakonec sám zaplatí Axelovi tisíc dolarů za svolení s tím, aby jej mohl před soudem zastupovat.
(6. obraz – Jednací sál rychlého soudu) Proces před soudcem Blythem není jednoduchý, protože ten je zjevně ještě zmožen po probdělé noci a průběhem procesu zmaten. Z oběti, nedůtklivé Lady Barringtonové, je obtížné získat kloudné svědectví, stejně tak z obžalovaného, který je mimochodem – jak uvádí do protokolu – rozený Hollywooďan (Axelův kuplet In Holly-Holly-Hollywood). Intervence doktora Pepperminta k přehlednosti situace také nepřidávají. Další zmatek přinese svědectví šoféra Clarka, který měl přivézt „starého“ pana Swifta, zatímco do hotelu vstoupil „mladý“ Axel (což je přirozeně podezřelé). Přihlásí se i Jessie v doprovodu Theodora: je ochotna odsvědčit, že Axel strávil inkriminovaný čas u Glorie Mills, protože ho do hotelu sledovala.
Rozruch v sále způsobí poslední svědek, samotná Gloria Mills. Přichází potvrdit Axelovo alibi. Axel s ní skutečně strávil celý dotčený čas a dostalo se mu toho, po čem každý touží... totiž dala mu své první novinové interview, které právě vyšlo v ranním vydání (a je ve skutečnosti Gloriiným vlastním dílem). Na naléhání obhajoby se svlékne do stejného negližé, jaké měla včera večer – smyslem je dokázat, že žádný muž by neopustil takový pohled jen proto, aby šel loupit (reminiscence Eine Frau von heut' ). Gloria předvede „corpus delicti“, má ale i jiné svědectví: našla ve svém automobilu ukryté perly, jež ve skutečnosti ukradl šofér Clark. Ten je zadržen a Axel osvobozen (melodram Im Namen des Staates Californien). Axel pokračuje v načatém interview s Glorií: jaké jsou její plány do budoucnosti? a Glorie mu nabízí sňatek (finaletto Was sind Ihre Pläne für die Zukunft?). Jessie se spokojí s Theodorem a všichni jsou spokojeni (závěrečný ansámbl So endet alles schön und gut und happy wie in Holylywood).

## Nahrávka
- 17. 12. 1958 (CD 2009 Archipel Ltd. UK, WLCD 0272). Hrají a zpívají: Zarah Leander (Gloria), Toni Niessner (Axel), Helli Servi (Leyland), Guido Wieland (McScott), Walter Bach (Williams), Martha Dangl (Miss Brown), Erich Dörner (Herlinger), Rolf Truxa (zvukař), Johannes Ferigo (skladatel), Günther Bauer (scenárista), Eva Sandor (Lady Barrington), Ernst Waldbrunn (Blythe), Peter Gerhard (Peppermint), Wolfgang Gasser (Rogers), Adolf Böhmer (Morton), Paul Ohlmühl (Clark), Dorothea Neff (Dinah), Willi Schumann (ředitel hotelu), Adolf Ario (vrátný), Hans Kammauf (policista). Kleines Wiener Rundfunkorchester řídí Heinz Sandauer.